# Conothele
Genre
Synonymes
- Lechrictenus Chamberlin, 1917

Conothele est un genre d'araignées mygalomorphes de la famille des Halonoproctidae.

## Distribution
Les espèces de ce genre se rencontrent en Océanie, en Asie et aux Seychelles.

## Habitat
Cette araignée creuse des terriers généralement court, de quelques centimètres, sur le sol plat, les escarpements des talus, dans l'accotement des rives et dans des milieux divers : déserts, forêts pluviales, mangroves...

## Description
Ce sont des araignées robustes, noires, avec une tête bombée. 
Son groupe oculaire est situé sur une protubérance.
Comme toutes les mygales, elles ont des chélicères qui se meuvent de haut en bas avec des crochets au repos parallèles entre eux et repliés sur eux-mêmes. Les chélicères sont aussi en plus dotés d'une expansion épineuse destinée au fouissement, pour creuser plus facilement la terre et compacter les parois de la galerie.
On observe une encoche en forme de selle sur les tibias de la troisième paire de pattes.
Les juvéniles grimpent sur des buissons d'où ils se dispersent par voie aérienne, flottant dans l'air grâce à de petits fils de soie (dispersion par ballooning). Ceci explique sans doute la présence de ces araignées dans les îles.

## Liste des espèces
Selon World Spider Catalog (version 26, 06/04/2025) :
- Conothele arboricola Pocock, 1898
- Conothele baisha H. Liu, Xu, Zhang, F. Liu & Li, 2019
- Conothele baiyunensis X. Xu, C. Xu & Liu, 2017
- Conothele baoting H. Liu, Xu, Zhang, F. Liu & Li, 2019
- Conothele birmanica Thorell, 1887
- Conothele cambridgei Thorell, 1890
- Conothele cangshan Yang & Xu, 2018
- Conothele chinnarensis Sunil Jose, 2021
- Conothele daxinensis X. Xu, C. Xu & Li, 2017
- Conothele deqin Yang & Xu, 2018
- Conothele doleschalli Thorell, 1881
- Conothele ferox Strand, 1913
- Conothele fragaria (Dönitz, 1887)
- Conothele giganticus Siliwal & Raven, 2015
- Conothele gressitti (Roewer, 1963)
- Conothele hebredisiana Berland, 1938
- Conothele isan Decae, Schwendinger & Hongpadharakiree, 2021
- Conothele jinggangshan H. Liu, Xu, Zhang, F. Liu & Li, 2019
- Conothele khunthokhanbi Kananbala, Bhubaneshwari & Siliwal, 2015
- Conothele lampra (Chamberlin, 1917)
- Conothele limatior Kulczyński, 1908
- Conothele linzhi H. Liu, Xu, Zhang, F. Liu & Li, 2019
- Conothele maculosa Yu, Yang & Zhang, 2024
- Conothele malayana (Doleschall, 1859)
- Conothele martensi Decae, Schwendinger & Hongpadharakiree, 2021
- Conothele medoga Zhang & Yu, 2021
- Conothele mussoorie Tripathi & Kadam, 2025
- Conothele nigriceps Pocock, 1898
- Conothele ogalei Sanap, Pawar, Joglekar & Khandekar, 2022
- Conothele purvaghati Mirza, 2022
- Conothele sidiechongensis X. Xu, C. Xu & Liu, 2017
- Conothele spinosa Hogg, 1914
- Conothele taiwanensis (Tso, Haupt & Zhu, 2003)
- Conothele trachypus Kulczyński, 1908
- Conothele truncicola Saaristo, 2002
- Conothele vali Siliwal, Nair, Molur & Raven, 2009
- Conothele varvarti Siliwal, Nair, Molur & Raven, 2009
- Conothele yundingensis X. Xu, C. Xu & Li, 2017

## Systématique et taxinomie
Ce genre a été décrit par Thorell en 1878 dans les Heteropodidae. Il est placé dans les Halonoproctidae par Godwin, Opatova, Garrison, Hamilton et Bond en 2018.
Lechrictenus a été placé en synonymie par Raven en 1985.

## Publication originale
- Thorell, 1878 : « Studi sui ragni Malesi e Papuani. II. Ragni di Amboina raccolti Prof. O. Beccari. » Annali del Museo Civico di Storia Naturale di Genova, vol. 13, p. 1-317 (texte intégral).